# Manfred Daringer

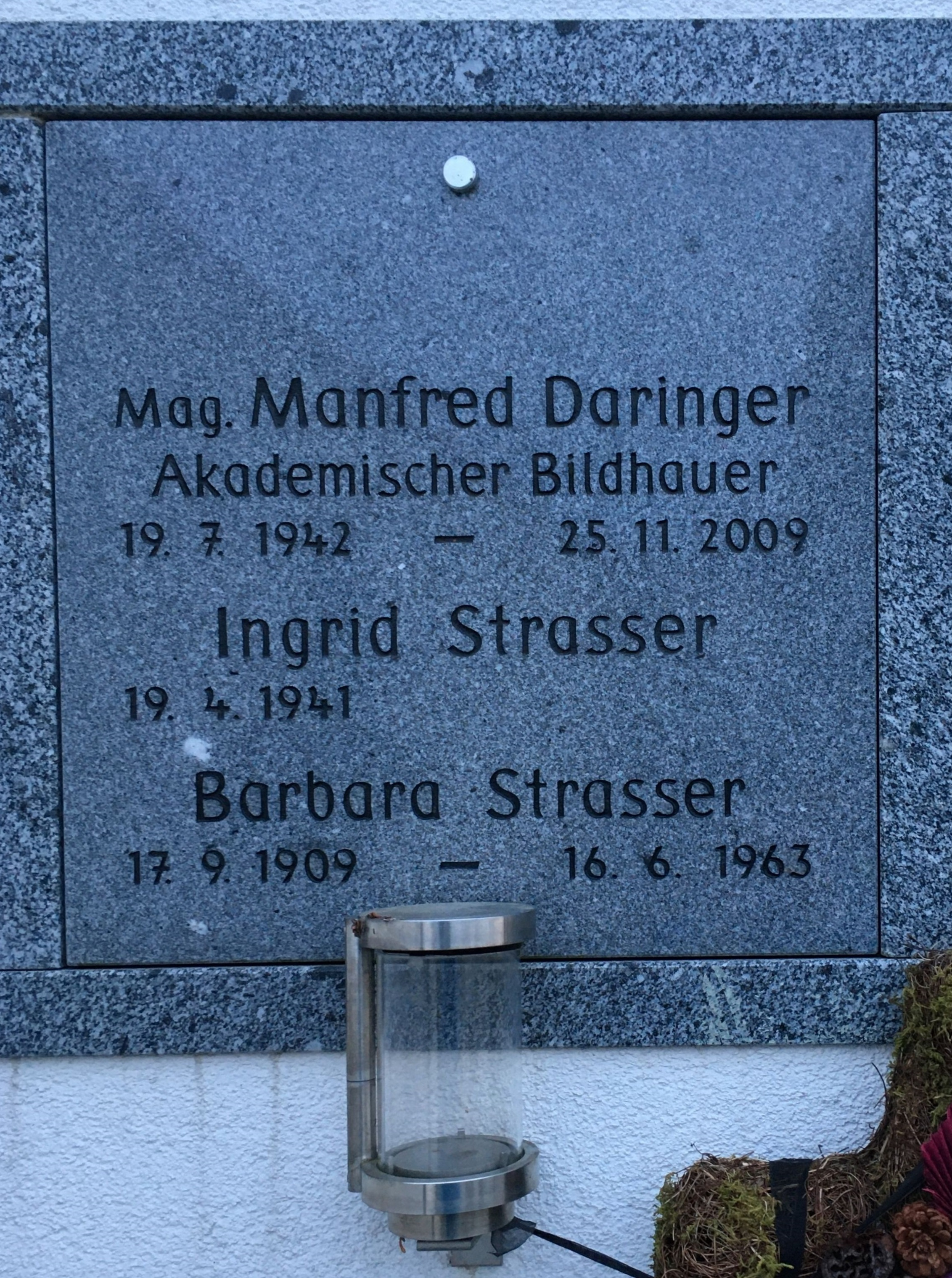
Friedhof Aspach, Bezirk Braunau, Oberösterreich: Urnengrab des Bildhauers Manfred Daringer

Manfred Daringer (* 19. Juli 1942 in Altheim; † 25. November 2009) war ein österreichischer Bildhauer.

## Leben und Wirken
Daringer entstammt einer Künstlerfamilie. Sein Großonkel Engelbert Daringer war ein bedeutender Kirchenmaler, sein Vater Otto Daringer ein Holzbildhauer und sein Onkel Franz Daringer ein renommierter Kirchenmaler.
Nach dem Besuch der Bundesfachschule Hallein von 1964 bis 1968 studierte er von 1968 bis 1970 an der Kunstschule Linz Bildhauerei. Von 1970 bis 1975 besuchte er die Akademie der Bildenden Künste Wien in der Meisterklasse von Fritz Wotruba und schloss diese mit Diplom ab. Ab 1970 begann seine Ausstellungstätigkeit und seit 1977 war er Mitglied des Oberösterreichischen Kunstvereins und der Innviertler Künstlergilde.
Daringer gilt als einer der profiliertesten Bildhauer des Landes und arbeitete mit Holz und Stein in verschiedenen Varianten. Von vielen seiner Modelle aus Gips und Terrakotta ließ er Bronze-Skulpturen anfertigen. Die Werke Daringers sind stark mit der Marktgemeinde Aspach verbunden und finden sich dort an mehreren öffentlichen Plätzen.

## Auszeichnungen
- 1975 erhielt er den Wotruba-Preis.[3]
- Der Künstler hat seinen gesamten Nachlass der Gemeinde Aspach vermacht, weshalb nach Gründung einer Privatstiftung Aktivitäten zur Präsentation des künstlerischen Schaffens gesetzt wurden. Ein Rundgang zu den Stätten seines Wirkens wurde durch das Kunstmuseum Daringer im Stiblersaal in Aspach ergänzt, wo die Werke Manfred Daringers dauerhaft besichtigt werden können.[4]